# Irmgard van Tours
De heilige Irmgard of Ermengarde (ca. 805 - Erstein, 20 maart 851) was de dochter van graaf Hugo van Tours. Zij zou abdis van de abdij van Bolzano worden. 15 november 821 trad zij echter in Thionville in het huwelijk met keizer Lotharius I en daarna werd ze voogdes van Bolzano. Een van haar kinderen was een dochter, Rotrude. In 849 stichtte zij samen met haar dochter in Erstein (Elzas) een vrouwenklooster. Rotrude werd de eerste abdis van het klooster. Irmgard kreeg vanuit Rome een groot aantal relieken geschonken voor het klooster. Sindsdien waren alle rijksvorstinnen ook abdis van dit klooster.
Irmgard is begraven in Erstein. Haar feestdag is op 20 maart.

## Familie
Irmgard werd de moeder van:
- Lodewijk
- Hiltrude (geb. ca. 826)
- Ermengarde (geb. ca. 820), geschaakt door Giselbert I van Maasgouw die in 846 met haar trouwde in Aquitanië
- Berta (ca. 830). Jong weduwe van een onbekende echtgenoot, daarna abdis van Avenay tot 852, mogelijk daarna abdis van Faremoutiers tot 877
- Gisela (ca. 830 - 860), 851 abdis van San Salvatore te Brescia
- Lotharius II
- Rotrude, getrouwd met Lambert II van Nantes
- Karel van Provence